# Garfield și prietenii
Garfield și prietenii (în engleză Garfield and Friends) este un serial de animație american de televiziune bazat pe benzile desenate cu Garfield create de Jim Davis. A fost difuzat pe CBS din 17 septembrie 1988 până pe 10 decembrie 1994.
Serialul prezintă povești animate bazate pe benzile desenate Garfield și U.S. Acres ale lui Davis. Mark Evanier a fost scenaristul șef al serialului. Lorenzo Music a dublat pe motanul Garfield, așa cum făcuse de la Here Comes Garfield din 1982. Alte voci prezente în serial au fost Thom Huge ca Jon Arbuckle, stăpânul uman al lui Garfield, și Gregg Berger ca câinele Odie. Berger și Huge dublează respectiv pe Orson Porcul și Roy Cocoșul în segmentele U.S. Acres. 121 de episoade au fost realizate, fiecare alcătuite din două segmente cu Garfield, un segment cu U.S. Acres și un "Garfield Quickie" la sfârșit. Toate episoadele au fost lansate în SUA în cinci seturi DVD de către 20th Century Fox Home Entertainment.

## Conținut
Garfield este o bandă desenată creată de Jim Davis care a început în 1978. Banda desenată a fost adaptată pentru prima oară în animație în 1980 ca parte a specialului din 1980 The Fantastic Funnies dar a ajuns la o audiență mai mare cu specialul din 1982 Here Comes Garfield pe CBS. Garfield a fost adaptat pentru încă 11 speciale pentru canal, terminându-se cu Garfield Gets a Life în 1991. Garfield și prietenii a fost de asemenea realizat pentru CBS, și a avut premiera pe canal în 1988. Serialul a fost anunțat pentru prima oară în aprilie 1988 de către canal alături de The Adventures of Raggedy Ann and Andy și Superman ca fiind parte a blocului său de programe de sâmbătă dimineața.
Fiecare episod din Garfield și prietenii este alcătuit din două segmente adaptate din Garfield și un segment adaptat din U.S. Acres, o bandă desenată creată de asemenea de Jim Davis care a debutat în 1986. Aceste segmente au prezentat povești originale scrise folosind personajele din fiecare bandă desenată, deși ambele segmente au prezentat și personaje originale care nu sunt prezente în materialul sursă. Aproape fiecare episod a fost semnat sau cosemnat de Mark Evanier.

## Distribuție
- Lorenzo Music – Garfield
- Gregg Berger – Odie, Poștașul Herman, Floyd, Orson, Billy
- Thom Huge – Jon Arbuckle, Clovnul  Binky, Roy, Bobbie
- Desirée Goyette – Nermal
- Howie Morris – Wade, Bertie
- Frank Welker – Bo, Booker, Sheldon
- Julie Payne – Dr. Liz Sherman, Lanolin
- Pat Buttram – Cactus Jake